# Roberto Battión
Roberto Miguel Battión (Santa Fe, Argentina; 1 de marzo de 1982) es un exfutbolista argentino. Jugaba como mediocampista central y su primer equipo fue Unión de Santa Fe. Su último club antes de retirarse fue Club Atlético Pilar de la Liga Esperancina de Fútbol.

## Trayectoria
Surgido de las divisiones inferiores de Unión de Santa Fe, donde  debutó en Primera División el 28 de septiembre de 2001, en el empate 2-2 ante Huracán: ese día ingresó a los 36 del ST en reemplazo de Rubén Capria. En Unión Battion fue habitual titular y figura de varios planteles.
En julio de 2007 pasó a Argentinos Juniors, donde tuvo destacados rendimientos.
A mediados de 2008 fue transferido a Aris Salónica de Grecia, iniciando su breve paso por el fútbol europeo.
En el segundo semestre del año 2009 regresa al país y firma para Banfield. En Banfield sale campeón de la mano de Julio César Falcioni, siendo una de las piezas claves del 11 inicial y compartió el equipo con jugadores de la talla de Walter Erviti, Santiago Silva, James Rodríguez y "Papelito" Fernández.
En julio del 2010, cuando todo parecía que Roberto iba a renovar con Banfield, firma por cuatro años con Independiente.
En el equipo de Avellaneda empezó con el pie izquierdo en el Rojo, albergando muchas lesiones y jugando poca cantidad de partidos en sus 2 primeros años, teniendo algunas buenas actuacuiones como en los empates 2-2 frente a All Boys y Vélez Sarsfield, en ambos partidos convirtiendo. Tuvo algunos amagues para volver a Banfield y una supuesta oferta de Boca para disputar a préstamo la Libertadores. Pero finalmente se quedó en el rojo para jugar la Copa Sudamericana, que ganaría de la mano de Antonio Mohamed.
En el segundo semestre del 2012 empieza a tener regularidad y a disputar la mayoría de partidos del Rojo, teniendo grandes actuaciones contra Quilmes y en la Sudamericana contra Boca.
Lannister explotó en el partido por la fecha 10 contra Atlético Rafaela, partido en el cual marcó, corto, amagó y jugó con gran técnica y calidad, dando asistencias a sus compañeros, como en la jugada del segundo gol, cuando recupera una pelota cerca de la medialuna del área y habilitó a Ernesto Farías quien mandó el centro para que Osmar Ferreyra convirtiera, finalmente la frutillita del postre no se le dio ya que le anularon su gol por off-side, el cual había venido de un disparo de Lucas Villafáñez, el rebote del arquero Guillermo Sara le dejó la pelota en los pies a Battión que con un excelente gesto pinchó la pelota estando a 2 metros del arquero, convirtiendo un verdadero golazo, finalmente bien anulado, esta de más decir que Roberto fue la figura del encuentro. Al final del encuentro se fue ovacionado junto con su compañero Osmar Ferreyra, ambos levantaron mucho su nivel desde la llegada de Américo Gallego.
Roberto dio una nota al diario La Nación días después del partido, donde comentó:"No era un burro antes ni soy un fenómeno ahora", "Siempre estuve tranquilo", "Es gratificante el reconocimiento de la gente. Pero ganamos y nada más. Hay que seguir sumando cada día un poco más". Destacó también que la unión grupal es la clave y también el apoyo tanto dirigencial como de parte del técnico.
Battión volvió al gol en el partido de vuelta por los octavos de final de la Copa Sudamericana, en la victoria de Independiente frente al Liverpool en el Estadio Centenario por 2-1, justamente Lannister ingresó a 5 minutos del final del partido y en el tiempo adicionado convirtió el segundo y definitivo gol de los Rojos definiendo así la llave y clasificando a Independiente a los cuartos de final.

## Caridad
Aparte de su rendimiento futbolístico, es conocido por su "gran corazón" debido a su cariñosa y humilde personalidad, pero también a las incesantes donaciones a hogares, pensiones y otras instituciones. Por ejemplo durante el año 2011 recibió una propuesta de la empresa Cachamai para hacer publicidad con una gorra en cada entrevista televisiva. El volante decidió que todo lo que recibiera fuera, primero, para los 60 chicos que viven en la Pensión del Complejo de Santo Domingo, y en una segunda etapa para los nenes del nivel inicial del Centro Educativo de Independiente.

## Clubes
| Club               | País      | Año       |
| ------------------ | --------- | --------- |
| Unión de Santa Fe  | Argentina | 2001-2007 |
| Argentinos Juniors | Argentina | 2007-2008 |
| Aris Salónica      | Grecia    | 2008-2009 |
| Banfield           | Argentina | 2009-2010 |
| Independiente      | Argentina | 2010-2013 |
| All Boys           | Argentina | 2013-2014 |
| Veria              | Grecia    | 2014-2016 |
| Atlético Pilar     | Argentina | 2017      |

### Estadísticas
- Actualizado al final de su carrera deportiva

| Club                         | Div.                | Temporada           | Liga | Liga | Copa Nacional | Copa Nacional | Copa Internacional | Copa Internacional | Total | Total |
| Club                         | Div.                | Temporada           | PJ   | G    | PJ            | G             | PJ                 | G                  | PJ    | G     |
| ---------------------------- | ------------------- | ------------------- | ---- | ---- | ------------- | ------------- | ------------------ | ------------------ | ----- | ----- |
| Unión Argentina              |                     |                     |      |      |               |               |                    |                    |       |       |
| 1.ª                          | 2001/02             | 1                   | 0    | -    | -             | -             | -                  | 1                  | 0     |       |
| 1.ª                          | 2002/03             | 0                   | 0    | -    | -             | -             | -                  | 0                  | 0     |       |
| 2.ª                          | 2003/04             | 14                  | 0    | -    | -             | -             | -                  | 14                 | 0     |       |
| 2.ª                          | 2004/05             | 34                  | 3    | -    | -             | -             | -                  | 34                 | 3     |       |
| 2.ª                          | 2005/06             | 19                  | 1    | -    | -             | -             | -                  | 19                 | 1     |       |
| 2.ª                          | 2006/07             | 18                  | 2    | -    | -             | -             | -                  | 18                 | 2     |       |
| Total                        | Total               | 86                  | 6    | -    | -             | -             | -                  | 86                 | 6     |       |
| Argentinos Juniors Argentina |                     |                     |      |      |               |               |                    |                    |       |       |
| 1.ª                          | 2007/08             | 28                  | 4    | -    | -             | -             | -                  | 28                 | 4     |       |
| Total                        | Total               | 28                  | 4    | -    | -             | -             | -                  | 28                 | 4     |       |
| Aris Salónica · Grecia       |                     |                     |      |      |               |               |                    |                    |       |       |
| 1.ª                          | 2008/09             | 20                  | 1    | -    | -             | 2             | 0                  | 22                 | 1     |       |
| Total                        | Total               | 20                  | 1    | -    | -             | 2             | 0                  | 22                 | 1     |       |
| Banfield Argentina           |                     |                     |      |      |               |               |                    |                    |       |       |
| 1.ª                          | 2009/10             | 30                  | 3    | -    | -             | 7             | 2                  | 37                 | 5     |       |
| Total                        | Total               | 30                  | 3    | -    | -             | 7             | 2                  | 37                 | 5     |       |
| Independiente Argentina      |                     |                     |      |      |               |               |                    |                    |       |       |
| 1.ª                          | 2010/11             | 21                  | 2    | -    | -             | 12            | 0                  | 33                 | 2     |       |
| 1.ª                          | 2011/12             | 9                   | 1    | 0    | 0             | 1             | 0                  | 10                 | 1     |       |
| 1.ª                          | 2012/13             | 17                  | 0    | 1    | 0             | 4             | 1                  | 22                 | 1     |       |
| Total                        | Total               | 47                  | 3    | 1    | 0             | 17            | 1                  | 65                 | 4     |       |
| All Boys Argentina           |                     |                     |      |      |               |               |                    |                    |       |       |
| 1.ª                          | 2013/14             | 29                  | 2    | 2    | 0             | -             | -                  | 31                 | 2     |       |
| Total                        | Total               | 29                  | 2    | 2    | 0             | -             | -                  | 31                 | 2     |       |
| Veria · Grecia               |                     |                     |      |      |               |               |                    |                    |       |       |
| 1.ª                          | 2014/15             | 22                  | 1    | 2    | -             | -             | -                  | 24                 | 1     |       |
| 1.ª                          | 2015/16             | 7                   | 1    | 1    | 1             | -             | -                  | 8                  | 1     |       |
| Total                        | Total               | 29                  | 1    | 2    | 1             | -             | -                  | 32                 | 2     |       |
| Total en su carrera          | Total en su carrera | Total en su carrera | 268  | 20   | 5             | 1             | 25                 | 3                  | 301   | 24    |

## Palmarés

### Campeonatos nacionales
| Título           | Club     | País      | Año      |
| ---------------- | -------- | --------- | -------- |
| Primera División | Banfield | Argentina | A - 2009 |

### Copas internacionales
| Título            | Club          | Sede       | Año  |
| ----------------- | ------------- | ---------- | ---- |
| Copa Sudamericana | Independiente | Avellaneda | 2010 |